# Colpo doppio del camaleonte d'oro
 Colpo doppio del camaleonte d'oro è un film del 1967 diretto da Giorgio Stegani.

## Trama
Vittorio, impiegato di un'agenzia di assicurazioni, è l'unico testimone di un incidente dove è morto un ladro detto il camaleonte d'oro. Nella sua valigia Vittorio trova le istruzioni per realizzare una rapina, quindi decide di assumere l'identità del camaleonte d'oro e realizzare la rapina.